# حرب الخلافة الإسبانية
حرب الخلافة الإسبانية (1701-1714) هي حرب أوروبية اندلعت في أوائل القرن الثامن عشر، أشعل فتيلها موت كارلوس الثاني ملك إسبانيا في نوفمبر عام 1700، والذي لم يخلّف ذرية ترث عرش إسبانيا. رسّخت الحرب فكرة مفادها أن حقوق وراثة العرش السلالية أقل أهمية من الحفاظ على توازن القوى بين الدول الأوروبية المختلفة. ارتبطت الحرب بصراعات أخرى، أشهرها حرب الشمال العظمى بين عامي 1700 و1721، وحرب راكوتزي الاستقلالية في المجر، وتمرد الكاميسار في جنوب فرنسا، بالإضافة إلى حرب الملكة آن في أمريكا الشمالية وصراعات أخرى أصغر في مستعمرة الهند.
ضعفت الإمبراطورية الإسبانية جراء قرنٍ من الصراعات المستمرة، لكنها بقيت قوة عالمية في عام 1700، وامتلكت عدة دول مستقلة تابعة لها، من بينها الأراضي المنخفضة الإسبانية والفلبين وأجزاء كبيرة من إيطاليا، بالإضافة إلى معظم أجزاء الأمريكيتين. كان آل هابسبورغ النمساويون وآل بوربون الفرنسيون أقرب ورثة كارلوس، فشكّل استحواذ إحدى العائلتين على كامل الإمبراطورية الإسبانية الموحدة تهديدًا لتوازن القوى الأوروبي.
رفض الإسبان محاولات تقسيم ممتلكات الإمبراطورية بين عامي 1698 و1700 على يد لويس الرابع عشر ملك فرنسا ووليام الثالث ملك إنجلترا. في المقابل، اختار كارلوس وريثًا للعرش، وهو فيليب دوق أنجو، حفيد لويس الرابع عشر. اختار كارلوس بديلًا عن فيليب إذا رفض الأخير عرش إسبانيا، وهو الأرشيدوق كارل (كارل السادس) الابن الأصغر للإمبراطور ليوبولد الأول، رأس الإمبراطورية الرومانية المقدسة. قبل فيليب تبوأ عرش إسبانيا، وأصبح ملك الإمبراطورية الإسبانية الموحدة في 16 نوفمبر عام 1700. أدى تتويج فيليب إلى اندلاع الحرب، فوقفت فرنسا وإسبانيا في مواجهة التحالف الكبير الذي سعى إلى منع اتحاد عرشَيْ فرنسا وإسبانيا.
حققت فرنسا تفوقًا في المراحل الأولى من الحرب، لكنها اضطرت إلى اتخاذ موقف دفاعي بعد عام 1706. بحلول عام 1710، فشل التحالف في إحراز أي تقدّم ملحوظ، في حين أدت انتصارات آل بوربون في إسبانيا خاصَ في مَعْرَكة المَنسٌى إلى إبقاء فيليب ملكًا على إسبانيا، والحفاظ على منصبه. خلف الأرشيدوق كارل شقيقه يوزف الأول بعد وفاة الأخير عام 1711، فبدأت الحكومة البريطانية محادثات السلام. كانت الإعانات البريطانية هي السبب الوحيد وراء استمرار الحلفاء في خوض الحرب، وقّعت الأطراف المتخاصمة معاهدة أوترخت عام 1713، عقبها توقيع معاهدتي بادن وراستات عام 1714.
اعتُرف بمنصب فيليب ملكًا على إسبانيا مقابل قبول الانفصال الدائم عن فرنسا. حافظت الإمبراطورية الإسبانية على وحدة أراضيها، لكنها تنازلت عن أراضٍ في إيطاليا والبلدان المنخفضة لصالح النمسا وسافوي. احتفظت بريطانيا بجبل طارق ومنورقة، والتي استولت عليهما خلال الحرب، واستحوذت أيضًا على امتيازات تجارية في الأمريكيّتين الإسبانيّتين، وتفوّقت على الهولنديين لتصبح أبرز قوة بحرية وتجارية في أوروبا. اكتسب الهولنديون خطًا دفاعيًا محصنًا في المنطقة التي تُعرف اليوم باسم الأراضي المنخفضة النمساوية، لكن تكلفة الحرب ألحقت ضررًا دائمًا بالاقتصاد الهولندي، على الرغم من بقاء هولندا قوة تجارية كبرى.
سحبت فرنسا دعمها السابق لحركة اليعاقبة، واعترفت بحق آل هانوفر في تبوأ عرش بريطانيا. ضمنت فرنسا علاقة طيبة مع إسبانيا، وكان ذلك انتصارًا كبيرًا، لكنه أدى إلى استنزاف فرنسا ماليًا. استمرّ تحوّل الإمبراطورية الرومانية المقدسة إلى دولة لامركزية، بالتزامن مع تزايد استقلالية مملكة بروسيا ومنتخبيّتي بافاريا وساكسونيا. تزايد اهتمام آل هابسبورغ النمساوية بأوروبا الجنوبية جراء العوامل السابقة، بالإضافة إلى الانتصارات التي حققها النمساويون على العثمانيين.

## خلفية

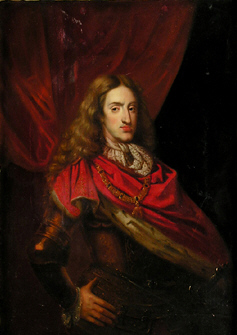
كارلوس الثاني (1665–1700) آخر ملك إسباني من آل هابسبورغ.

خلف كارلوس الثاني والده في منصب ملك إسبانيا عام 1665، حينما كان عمره 4 سنوات. عانى كارلوس من مشاكل صحية طوال مراحل حياته، وكانت وفاته أمرًا متوقع الحدوث منذ ولادته، فبرزت مسالة الوريث وتحوّلت إلى سجال دبلوماسي استمر عقودًا. في عام 1670، وافقت إنجلترا على دعم مطالب لويس الرابع عشر باستلام العرش الإسباني وفق معاهدة دوفر السرية، بينما أُلزمت إنجلترا والجمهورية الهولندية بدعم ليوبولد وفق أحكام معاهدة التحالف الكبير الموقعة عام 1688.
في عام 1700، شملت الإمبراطورية الإسبانية ممتلكات في إيطاليا والأراضي المنخفضة الإسبانية والفلبين والامريكيّتين، وبقيت ممتلكات إسبانيا مصونة إلى حد كبير على الرغم من أن الإمبراطورية الإسبانية لم تعد قوة عظمى مهيمنة. كان استحواذ أيٍّ من الطرفين، وهما آل هابسبورغ النمساويون وآل بوربون الفرنسيون، سبيلًا نحو تغيّر ميزان القوى في أوروبا، فأدت الخلافة الإسبانية إلى حرب شملت معظم مناطق القارة. تُعد حرب الشمال العظمى بين عامي 1700 و1721 صراعًا مرتبطًا بحرب الخلافة الإسبانية، لأنها أثرت على تدخل دولٍ مثل الإمبراطورية السويدية وانتخابية ساكسونيا واتحاد الدنمارك-النرويج والإمبراطورية الروسية.
خلال حرب التسع سنوات بين عامي 1688 و1697، ازداد تعداد الجيوش من 25 ألف مقاتل وسطيًا في عام 1648، إلى أكثر من 100 ألف جندي بحلول عام 1697، وذلك مستوى لا يمكن دعمه في اقتصادات ما قبل الثورة الصناعية. شهدت تسعينيات القرن السابع عشر أدنى مستوى من درجة الحرارة في العصر الجليدي الصغير، وهي فترة امتازت بمناخ أبرد وأكثر رطوبة، وأدت إلى انخفاض حاد في غلات المحاصيل ضمن أوروبا. أدت المجاعة الكبرى بين عامي 1695 و1697 إلى عدد كبير من الوفيات، تُقدّر نسبتها بين 15-25% من تعداد السكان في مناطق تشمل اليوم اسكتلندا وإستونيا وفنلندا ولاتفيا والنرويج والسويد، بالإضافة إلى وفاة مليوني شخص في فرنسا وشمال إيطاليا. أُبرم صلح رايسفايك عام 1697 نتيجة الاستنزاف المتبادل، واقتناع لويس بعدم قدرة فرنسا على تحقيق أهدافها بلا حلفاء. وقّع ليوبولد في أكتوبر عام 1697 بعد تردد شديد، نتيجة بقاء مسألة الخلافة بلا حل، فكان من الواضح أن كارلوس لن ينجب وريثًا للعرش، وبدا أن استئناف الأعمال العدوانية نتيجة حتمية.

## التمهيد إلى الحرب
حقق لويس معظم أهدافه التي يصبو لها باتباع الدبلوماسية، وأقدم على سلسلة من التحركات التي تضافرت لجعل الحرب أمرًا حتميًا. اعترض أغلب أعضاء حزب المحافظين في البرلمان الإنجليزي على معاهدات التقسيم، ولا سيما حيازة فرنسا لصقلية، التي شكلت حلقة هامة في تجارة ليفانت المربحة. مع ذلك، رأى دبلوماسي أجنبي أن رفضهم المشاركة في حرب أوروبية أمر صائب «طالما أن التجارة الإنجليزية لا تتأثر بذلك». لم يتفهم لويس ذلك أو قرر تجاهله وأضعفت الإجراءات التي اتخذها معارضة حزب المحافظين.
في أوائل عام 1701، دوّن لويس مطالبة فيليب على العرش الفرنسي مع برلمان باريس، ما أثار التكهنات بإمكانية الاتحاد مع إسبانيا خلافًا لما أراده تشارلز. في فبراير، أعلنت دوقية ميلانو ومانتوفا الخاضعتين لسيطرة إسبانيا في شمال إيطاليا دعمها لفيليب وقبلت بالقوات الفرنسية. بالإضافة إلى الجهود المبذولة لتكوين تحالف بين فرنسا والولايات الألمانية الإمبراطورية في شوابيا وفرنكونيا، والتي مثلت تحديات لم يكن بإمكان ليوبولد أن يتجاهلها.
بمساعدة ماكسيمليان الثاني إيمانويل، ناخب بافاريا، استُبدلت الحاميات الهولندية في حصون في هولندا الإسبانية بالقوات الفرنسية، زذلك بموجب صلح رايسفايك. هددت القوات الفرنسية كذلك بالاستيلاء على شخيلت بموجب معاهدة سلام مونستر لعام 1648، بينما أتاحت السيطرة الفرنسية على أنتويرب وأوستند إمكانية حصار القناة الإنجليزية. فضلًا عن الإجراءات الفرنسية الأخرى التي تهدد التجارة الإنجليزية، كانت تلك العوامل سببًا رئيسيًا في قيام الحرب، وفي مايو 1701، حث البرلمان ويليام على التفاوض من أجل تشكيل تحالف معادي لفرنسا.
في 7 سبتمبر، وقعت الجمهورية الهولندية وبريطانيا على معاهدة لاهاي لتجديد التحالف الكبير لعام 1689. تضمنت أحكام المعاهدة تأمين الحاجز الهولندي في هولندا الإسبانية، وأمور الخلافة البروتستانتية في إنجلترا واسكتلندا وإسبانيا المستقلة ولكنها لم تشر إلى تنصيب الأرشيدوق شارل على عرش إسبانيا. عندما توفي جيمس الثاني ملك إنجلترا في 16 سبتمبر 1701، تراجع لويس عن اعترافه بالبروتستانتي ويليام الثالث ملكًا لإنجلترا واسكتلندا وأيد مطالبة ابن جيمس، جيمس فرانسيس إدوارد ستيوارت بالعرش. أصبحت الحرب حتمية وعندما توفي ويليام في مارس 1702، أكدت خليفته الملكة آن دعمها لمعاهدة لاهاي. فعل الهولنديون الأمر ذاته وفي 15 مايو، أعلن التحالف الكبير عن قيام الحرب ضد فرنسا، وتبعه البرلمان الإمبراطوري في 30 سبتمبر.

## الدوافع الاستراتيجية العامة
غالبًا ما جرى التقليل من أهمية المصالح التجارية والاقتصادية وما تعود به من فائدة على للمشاركين، ورأى المعاصرون أن الدعم الهولندي والإنجليزي لقضية هابسبورغ مدفوع بالدرجة الأولى بالرغبة في الوصول إلى الأسواق الأمريكية. يفترض خبراء الاقتصاد الحديثون عمومًا أن السوق تنمو باستمرار، إلا أن نظرية المركنتيلية السائدة آنذاك اعتبرت السوق ثابتة نسبيًا. تمثل دور الحكومة بالحد من المنافسة الأجنبية عن طريق مهاجمة السفن التجارية والمستعمرات.
توسع نطاق الحرب ليشمل أمريكا الشمالية والهند وأجزاء أخرى من آسيا، واستُخدمت التعريفات الجمركية سلاحًا للسياسة العامة. من 1690 إلى 1704، فُرضت زيادة على رسوم الاستيراد الإنجليزية على السلع الأجنبية بنسبة 400%، وكانت قوانين الملاحة للفترة 1651-1663 عاملًا رئيسيًا في قيام الحروب الأنجلو هولندية. في 6 سبتمبر 1700، حظرت فرنسا استيراد السلع الإنجليزية المصنعة كالقماش، وفرضت رسوم باهظة على مجموعة كبيرة من السلع الأخرى.
تجاوز عدد أفراد جيوش حرب التسع سنوات 100,000 رجل، ومثَل ذلك عبئًا لم تتمكن اقتصادات ما قبل عصر الصناعة تحمله، وبلغ متوسط عدد الأفراد في الفترة 1701-1714 نحو 35,000 إلى 50,000. اعتُمد على المياه في النقل لتوريد هذه الأعداد، ما يعني أن الحملات ركزت على الأنهار كنهري الراين وأدا، ما أدى إلى الحد من العمليات في المناطق الفقيرة مثل شمال إسبانيا. امتلكت جيوش بوربورن ميزات جعلتها تتفوق على خصومها كاللوجستيات الأفضل والقيادة الموحدة وتعدد خطوط الاتصال الداخلية.

## الأهداف الاستراتيجية وفقًا للمشاركين

### بريطانيا (إنجلترا واسكتلندا قبل عام 1707)
بُنيت السياسة الخارجية البريطانية على ثلاثة مبادئ عامة، والتي بقيت ثابته منذ القرن السادس عشر حتى القرن العشرين. كان الحفاظ على توازن القوى في أوروبا أول تلك السياسات التي طغت على غيرها، ولا سيما القوى التي هددها التوسع الفرنسي في عهد لويس الرابع عشر. ثانيًا، منع أي قوة معادية أو قوة أقوى من بريطانيا من فرض سيطرتها على البلدان المنخفضة، وشمل ذلك كلا من هولندا الإسبانية والجمهورية الهولندية، والتي مثلت مرافئها العميقة ورياحها السائدة نقطة انطلاق طبيعية لشن هجوم على إنجلترا، كما تبين في عام 1688. ثالثُا، الحفاظ على قوة بحرية كافية لحماية التجارة البريطانية والسيطرة على مياهها وشن الهجمات على الطرق التجارية لأعدائها فضلًا عن المناطق الساحلية.
ساهم توحيد الجهود الرامية لتقليص قوة فرنسا وتأمين الخلافة البروتستانتية على العرش البريطاني في إخفاء الخلافات القائمة حول كيفية تحقيقها. عمومًا، فضّل أعضاء الحزب المحافظ وضع إستراتيجية تجارية لاستخدام البحرية الملكية في مهاجمة التجارة الفرنسية والإسبانية في الوقت الذي سعوا نحو حماية شؤونهم وتوسعتها، واعتُبرت الالتزامات المتعلقة بالأراضي باهظة الثمن ومفيدة للآخرين بالدرجة الأولى. جادل حزب اليمين بأنه لا يمكن هزيمة فرنسا بالقوة البحرية فقط، ما يجعل وضع إستراتيجية قارية أمرًا أساسيًا، بينما كان للقدرة المالية التي تمتعت بها بريطانيا دور في جعلها العضو الوحيد في التحالف الذي تمكن من العمل على جميع الجبهات ضد فرنسا.

## معاهدات التقسيم
امتلكت الإناث حقًا شرعيًا في وراثة تاج إسبانيا، على عكس فرنسا أو النمسا. هذا ما أفسح المجال أمام ماريا تيريزا (1638-1683) ومارغريت تيريزا (1651-1673)، شقيقتا كارلوس، لمنح أولادهما الحق في اعتلاء العرش، عبر زواجهما من لويس الرابع عشر والإمبراطور ليوبولد، على الترتيب. سعى لويس إلى تجنّب الصراع حول هذه القضية عبر المفاوضات المباشرة مع خصمه الرئيس، وليام الثالث ملك إنجلترا، في حين استُبعد الإسبان من تلك المفاوضات.
تزوّجت ماريا أنطونيا (1669-1692)، وهي ابنة ليوبولد ومارغريت، من ماكسيمليان الثاني إيمانويل ناخب بافاريا في عام 1685، وأنجبا ابنًا في 28 أكتوبر عام 1692 هو جوزف فرديناند. بناءً على معاهدة لاهاي في أكتوبر من عام 1698، والتي وقعت عليها فرنسا وبريطانيا والجمهورية الهولندية، نُصّب جوزف ذو السنوات الخمس وريثًا لكارلوس الثاني، مقابل حصول فرنسا والنمسا على أجزاء من أراضي الإمبراطورية الإسبانية في أوروبا. رفض كارلوس قبول المعاهدة، ونشر وصيته في 14 نوفمبر عام 1698، طالب فيها بتوريث جوزف فرديناند المملكة الإسبانية كاملةً. لكن تلك الاتفاقيات أُبطلت عام 1699 بعد وفاة جوزف في فبراير عام 1699 جراء إصابته بمرض الجدري.

## معاهدة أوترخت
أصبحت فكرة إيجاد توازن للقوى الدولية آنذاك حقيقة واقعة، اعترفت معاهدة أوترخت بأن يكون فيليب الخامس ملكاً لاسبانيا ولكنه أزيح من سلسلة خلافة العرش الفرنسي، على أن لا تتحد أسبانيا وفرنسا تحت حاكم واحد، وذلك لتجنب حدوث أي اتحاد مستقبلي بين مملكتي إسبانيا وفرنسا، وفازت النمسا بمعظم إقطاعيات إسبانيا في إيطاليا وهولندا، ونتيجة لذلك انتهت الهيمنة الفرنسية على القارة الأوربية، ونتيجة لهذه المعاهدة كسبت بريطانيا المستعمرات الأسبانية، في جبل طارق ومينوركا (إحدى جزر الباليار) كما كسبت عقدًا تقوم بموجبه بإمداد كل المستعمرات الأسبانية في أمريكا بالمستعبدين الأفارقة وأيضًا منحت فرنسا بريطانيا مقاطعة خليج هدسون، ونيوفنلند، ومنطقة نوفا سكوتيا، بأكاديا.

## معاهدتي راستات وبادن
رفض كارل السادس، إمبراطور روماني مقدس توقيع معاهدة أوترخت، وادعى أنه هو الوريث الحقيقي لعرش إسبانيا لذلك استمرت الحرب بين فرنسا والإمبراطورية الرومانية المقدسة حتى عام 1714 م، وفي هذا العام وقعت الدولتان معاهدتي راستات وبادن اللتين أكدتا معظم الشروط الواردة في معاهدة أوترخت. أسدلت المعاهدتان الستار على حرب الخلافة الأسبانية (1701- 1714)، وأنهت معاهدة راستات بشكل خاص النزاع الذي كان قائما بين الملك لويس الرابع عشر ( فرنسا) والإمبراطور شارل السادس ( الإمبراطورية الرومانية المقدسة) وذلك بعد أن توقفت بقية الحروب بين الأطراف الأوربية الأخرى.